# Badula pervilleana
Badula pervilleana är en viveväxtart som beskrevs av Joseph Marie Henry Alfred Perrier de la Bâthie. Badula pervilleana ingår i släktet Badula och familjen viveväxter. Inga underarter finns listade i Catalogue of Life.